# Chalcantite
La chalcantite (ou chalcanthite), est une espèce minérale composée de sulfate de cuivre pentahydraté de formule : CuSO4·5 H2O, pouvant contenir des traces de Fe ; Mg ; Co. De couleur bleue intense parfois nuancée de vert, c'est un minéral évaporitique secondaire d'altération typique des milieux arides cuprifères, il est à l'origine formé notamment à partir des sulfures de cuivre, tels que la chalcocite (Cu2S) ou la chalcopyrite (CuFeS2) exposés à l'oxygène de l'air.
La chalcantite est soluble dans l'eau froide, en milieu chaud et aride, mais elle se dessèche aussi facilement à l'air sec, les différents composés déshydratés formés, d'aspect opaques, blanc-verdâtre ou gris vert, se dispersant sous forme poudreuse. Cette poudre facilement dispersée par érosion éolienne est également soluble dans l'eau, dès qu'elle est transportée par les rares flux diluviens qui surviennent.

## Historique de la description et appellations

### Inventeur et étymologie
Connue des anciens Chymistes (Paracelse, Lémery, Rhumelius...) sous le nom de vitriol de Chypre ou de vitriol de Hongrie, voire de vitriol cuivreux, vitriol bleu ou bleu-cyan, la chalcantite n'est décrite par le minéralogiste François Sulpice Beudant qu'en 1832 sous le terme de 'Cyanose'. C'est en fait la description faite par Franz Ritter von Kobell  en 1853, qui sera retenue avec le terme chancanthite. Ce terme est issu du mot latin Chalcanthum = fleur de cuivre, issu d'un mot grec associant χαλκóσ (chalkos) = cuivre à ἃνθος (anthos) = fleur. Le minéral forme très souvent des fleurs détachables en encroûtement, que les Anciens croyaient une marque significative.

### Topotype
Le gisement topotype est localisé dans la mine de Chuquicamata, Calama, Province El Loa, région d’Antofagasta, Chili. Il s'agit aujourd'hui de la plus grande mine ouverte de cuivre en activité, avec un cratère à ciel ouvert de plus de 3 km de diamètre et des temps de roulage de l'ordre de plus d'une heure de route pour attendre les niveaux bas centraux.

### Synonymie
Le terme international n'est pas chalcantite mais chalcanthite. Il tend à s'imposer en français scientifique, comme le prouve son emploi déjà ancien à la galerie minéralogique du Muséum national d'histoire naturelle.
Il existe pour ce minéral de nombreux synonymes anciens, obsolètes ou parfois encore actuels
- chalcanthum (latin)
- calcantite
- calchante
- chalkanthite
- couperouse bleue[7]
- cuivre sulfaté (René Just Haüy)
- bleu vitriol, vitriol bleu, vitriol bleu cyan
- cyanose, cyanosite, hydrocyanite
- cyprian vitriol ou blue vitriol (anglais)
- vitriol de Chypre, vitriol de Hongrie

## Caractéristiques physico-chimiques

### Critères de détermination
Ce minéral peut se présenter sous de nombreuses formes, mais rarement sous forme de cristaux, qui sont alors de forme prismatique ou lenticulaires ; il se présente plus souvent sous forme d'agrégats globuleux, stalactitiques ou fibreux, ou d'encroûtement en masse compacte, voire en poudre. De couleur bleue intense, parfois teintée de vert, la chalcantite est translucide et a un éclat vitreux ou résineux ; ses clivages sont peu nets et sa fracture est conchoïdale. C'est un minéral tendre (2,5 sur l'échelle de Mohs), de densité mesurée de 2,2 à 2,3.
La chalcanthite est parfois confondue avec l'azurite, mais cette dernière est plus dure (3,5 à 4 sur l'échelle de Mohs), n'est pas soluble dans l'eau, et laisse un trait bleu, alors que celui de la chalcantite est blanc.
D'autres tests de détermination incluent l'analyse des minéraux associés, de la gangue du cristal, de la solubilité dans l'eau et de la couleur résultante de la solution (mais avec l'inévitable conséquence d'une destruction partielle du cristal), qui devient bleue, ainsi que le goût, doux et métallique. Sur ce dernier point, il est recommandé d'être prudent : le minéral est toxique, ce genre de test doit donc être fait légèrement, du bout de la langue, ou mieux, être évité.

### Propriétés physico-chimiques: solubilité, stabilité thermique
Sa solubilité pour 100 g d'eau pure croît avec la température, oscillant entre 24,3 g et  31,6 g à 0 °C à une valeur entre 203,3 g et 205 g à 100 °C. L'influence sur l'échantillon d'une pellicule sèche et poudreuse, facilement dispersable et en conséquence plus facilement soluble ultérieurement, peut influencer la variabilité des mesures précises de solubilité.
Alors que la chalcantite est insoluble dans l'éthanol pur, sa solubilité n'est pas négligeable dans le méthanol, soit 15,6 g pour 100 g de méthanol pur à 18 °C. Par contre, dans l'alcool à 95°, la solubilité reste faible avec 1,1 g pour 100 g vers 20 °C.
Un chauffage prolongé à l'étuve à 110 °C permet d'obtenir facilement le sulfate du cuivre monohydraté CuSO4·4 H2O, par la perte de 4 molécules d'eau. Le sulfate de cuivre anhydre CuSO4 n'apparaîtrait qu'entre 150 °C et 250 °C.

### Composition chimique
La chalcantite, de formule CuSO4 · 5H2O, a une masse moléculaire de 249,68614 u. Elle est donc composée des éléments suivants : 
| Élément   | Nombre (formule)    | Masse des atomes (u) | % de la masse moléculaire |
| --------- | ------------------- | -------------------- | ------------------------- |
| Cuivre    | 1                   | 63,55                | 25,45 %                   |
| Soufre    | 1                   | 32,06                | 12,84 %                   |
| Oxygène   | 9                   | 143,99               | 57,67 %                   |
| Hydrogène | 10                  | 10,08                | 4,04 %                    |
|           | Total : 21 éléments | Total : 249,68 u     | Total : 100 %             |

Cette composition place ce minéral :
- selon la classification de Strunz : dans la classe des sulfates (VII) hydratés, sans anions additionnels (7.C), avec seulement des cations de taille moyenne (7.CB)
- selon la classification de Dana : dans la classe des sulfates acides hydratés (classe 29) de forme A XO4 · x(H2O) (sous-groupe 29.6).

La chalcantite peut comporter des impuretés, les plus communes étant le fer (Fe), le magnésium (Mg) et le cobalt (Co).

### Cristallochimie
La chalcantite le chef de file d'un groupe de sulfates hydratés, identiques par leur composition à l'exception de l'ion métallique central.
Le groupe de la chalcantite
- chalcantite : sulfate de cuivre pentahydraté [CuSO4 · 5 H2O],
- jôkokuite : sulfate de manganèse pentahydraté [MnSO4 · 5 H2O]
- sidérotile : sulfate de fer pentahydraté [FeSO4 · 5 H2O].
- pentahydrite : sulfate de magnésium pentahydraté [MgSO4 · 5 H2O].

### Cristallographie

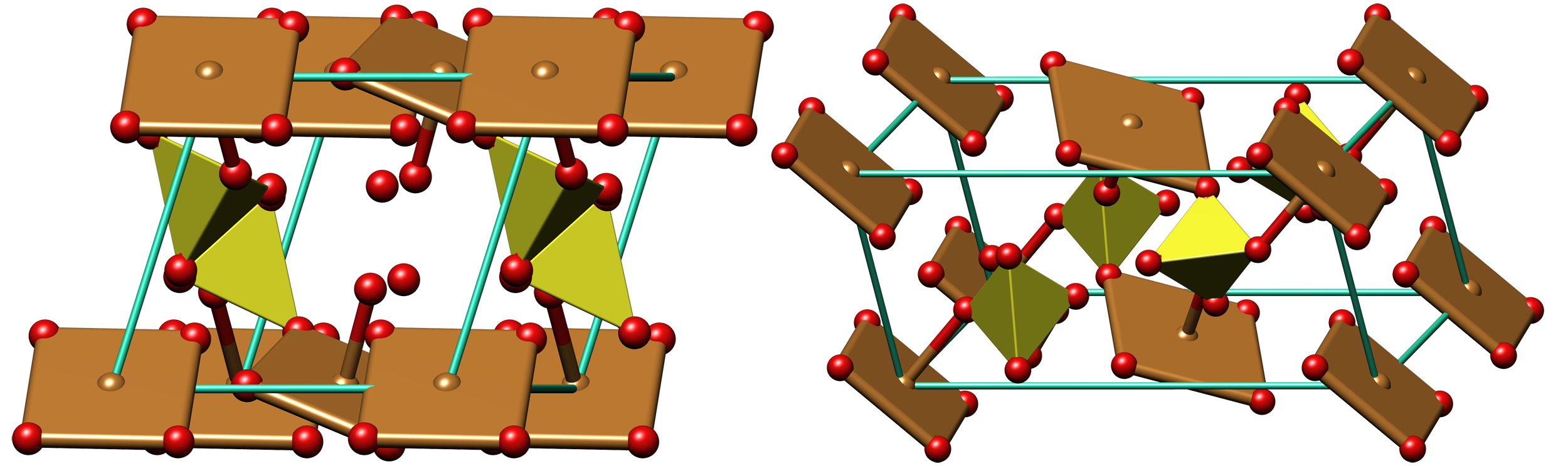
Structure de la chalcantite

Le système cristallin est triclinique, de classe pinacoïdale.
Les paramètres de la maille conventionnelle sont : {\displaystyle a} = 6,12 Å, {\displaystyle b} = 10,7 Å, {\displaystyle c} = 5,97 Å ; Z = 2 ; V = 361,55 Å3
La densité calculée est de 2,29 g/cm3, ce qui est sensiblement équivalent à celle mesurée.

## Gites et gisements
Sa solubilité dans l'eau et la facile dissémination des différents sulfates de cuivre finement poudreux formés après déshydratation sont deux caractéristiques favorables pour favoriser des gisements d'évaporites dans les vastes contrées désertiques. Elle signifie que la matière minéral cuivrée peut être emportée par les rares flux d'eau de surface, provoqués quelques pluies exceptionnelles. Il en découle que la chalcantite ne se retrouve en immense quantité exploitable comme minerai de cuivre que dans les régions les plus arides, à pluies exceptionnelles, comme c'est le cas dans le désert d'Atacama.

### Gîtologie et minéraux associés
On la trouve à l'origine dans les zones les plus oxydées des dépôts de sulfure de cuivre, généralement à la suite d'une exploitation minière, mais parfois aussi au niveau de fumerolles. Elle a tendance à se dissoudre dans les zones d'oxydation minière de sulfure de cuivre et à se recristalliser comme croûte à la surface des parois. L'exposition à la vapeur d'eau favorise cette dissolution et ensuite sa lixiviation dans les eaux de percolation.
L'érosion des minerais cuprifères provoque son accumulation en plus grande quantité dans les régions arides endoréiques où elle se dépose par cristallisation lors de l'évaporation de l'eau.
Comme la chalcantite se développe dans les zones d'oxydation des dépôts miniers de cuivre oxydés, il est normal de la trouver en association avec d'autres minerais de cuivre. On la trouve aussi avec les minéraux suivants : 
- calcite et son polymorphe, l'aragonite, tous deux carbonates de calcium,
- brochantite, Cu4(SO4)(OH)6,
- chalcopyrite, CuFeS2,
- malachite, Cu2(CO3)(OH)2,
- mélantérite, [FeSO4 · 7 H2O],

mais aussi en compagnie de fibroferrite, rhomboclase, épsomite (ainsi qu'avec les minéraux réalisant une série avec l'epsomite : la goslarite et la morénosite), pickeringite, retgersite ou gypse.
Notez que dans les (anciennes) zones minières polymétalliques, la chalcantite, parfois visible en efflorescence sur les parois des puits ou couloirs, est d'abord un minerai de dégradation, rarement exploitable car peu abondant.

### Gisements producteurs de spécimens remarquables
- Bolivie

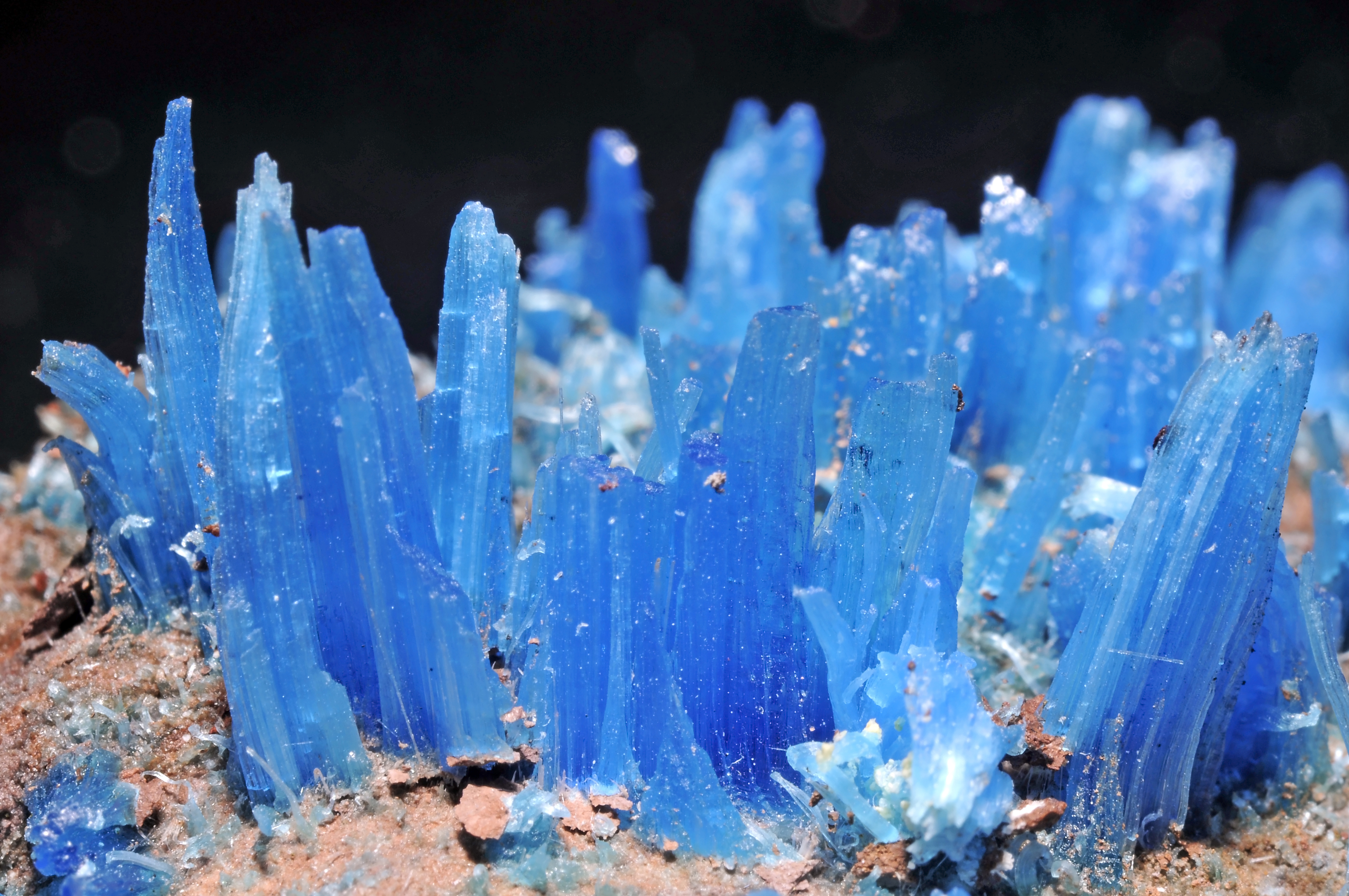
Cristaux de chalcantite poussant sur limonite, Mine Planet, comté La Paz, Arizona

Mina Kami, province d'Ayopaya, département de Cochabamba,
- Chili

Dépôts de cuivre du Cerro Casale, province de Copiapó, région d'Atacama,
- États-Unis

Planet Mine Planet, Santa Maria District, Mont Buckskin, comté de La Paz, Arizona,
Mine de cuivre de Bisbee, Comté Cochise, Arizona
Résidu de la mine d'argent, Comstock Lode, Nevada
Minerai secondaire de la mine de cuivre de Butte, Montana
- France

Scories de Villanière, non loin de Salsigne, canton de Mas-Cabardès, arrondissement de Carcassonne, Aude
Mine de Montroc ou Le Franciman, Saint-Jean-de-Jeannes, Paulinet, canton d'Alban, Tarn
Mines de cuivre de Canaveilles, Pyrénées-Orientales 
La Verrière, Monsols, Rhône
Mine de Cap Garonne, Var

## Utilisations
La chalcantite est un minerai de cuivre, on l'utilise en métallurgie du cuivre. La composition en pourcentage massique correspond à 31,86 % de CuO, 32,07 % de SO3 et de 36,07 % de H20.
Le traitement des vignobles et de divers plants végétaux s'effectue souvent encore partout dans le monde à l'aide de sulfate de cuivre en solution aqueuse. Ainsi la bouillie bordelaise, traitement chimique proposée pour contrer à la fin du XIXe siècle l'invasion du mildiou. La toxicité de la chalcantite explique la réserve ou l'interdiction actuelle des jardiniers et viticulteurs conscients de la forte pollution, parfois irréversible, des sols causée par cet ancien emploi, répété et à forte dose. 
En outre, un autre usage parfois plus rentable dans les zones minières abandonnées lui est souvent préféré : en raison de sa couleur riche et de ses cristaux bien développés, elle est recherchée par les collectionneurs de minéraux. Mais cet usage présente deux inconvénients. D'une part, comme mentionné, même les plus beaux cristaux sont instables, car la solubilité et la sensibilité du minéral à la sécheresse favorise la désagrégation de leur structure cristalline, lors des variations de l'humidité relative. D'autre part, il est aisé de faire croître artificiellement de grands cristaux de très haute qualité, ce qui peut conduire des vendeurs peu scrupuleux à présenter comme naturels, et donc plus chers, des cristaux synthétiques. Il existe ainsi un grand nombre de contrefaçons. D'une manière générale, il faut se méfier des gros cristaux nourris sur des supports communs ou des gangues inhabituelles.

## Galerie

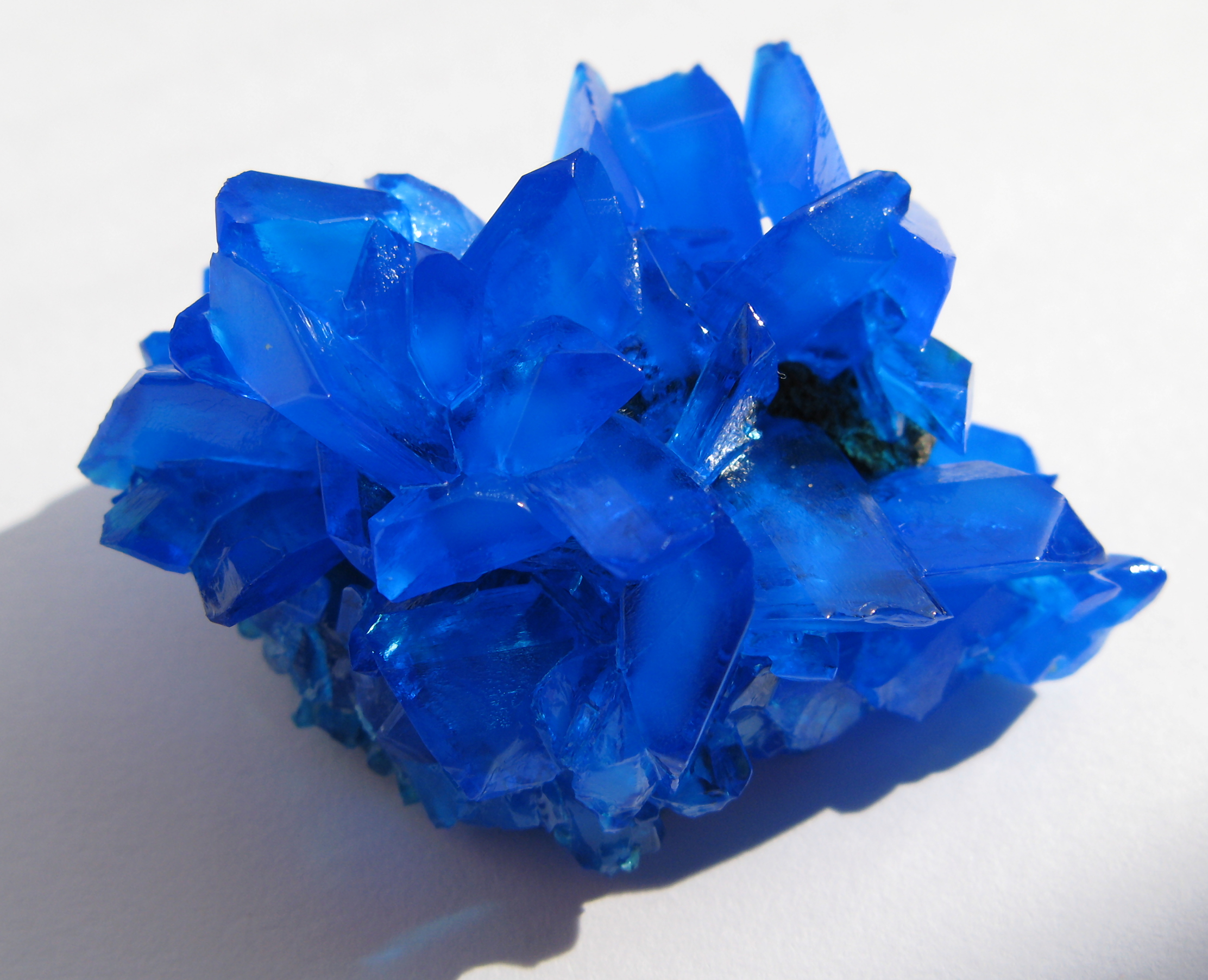
Chalcantite synthétique
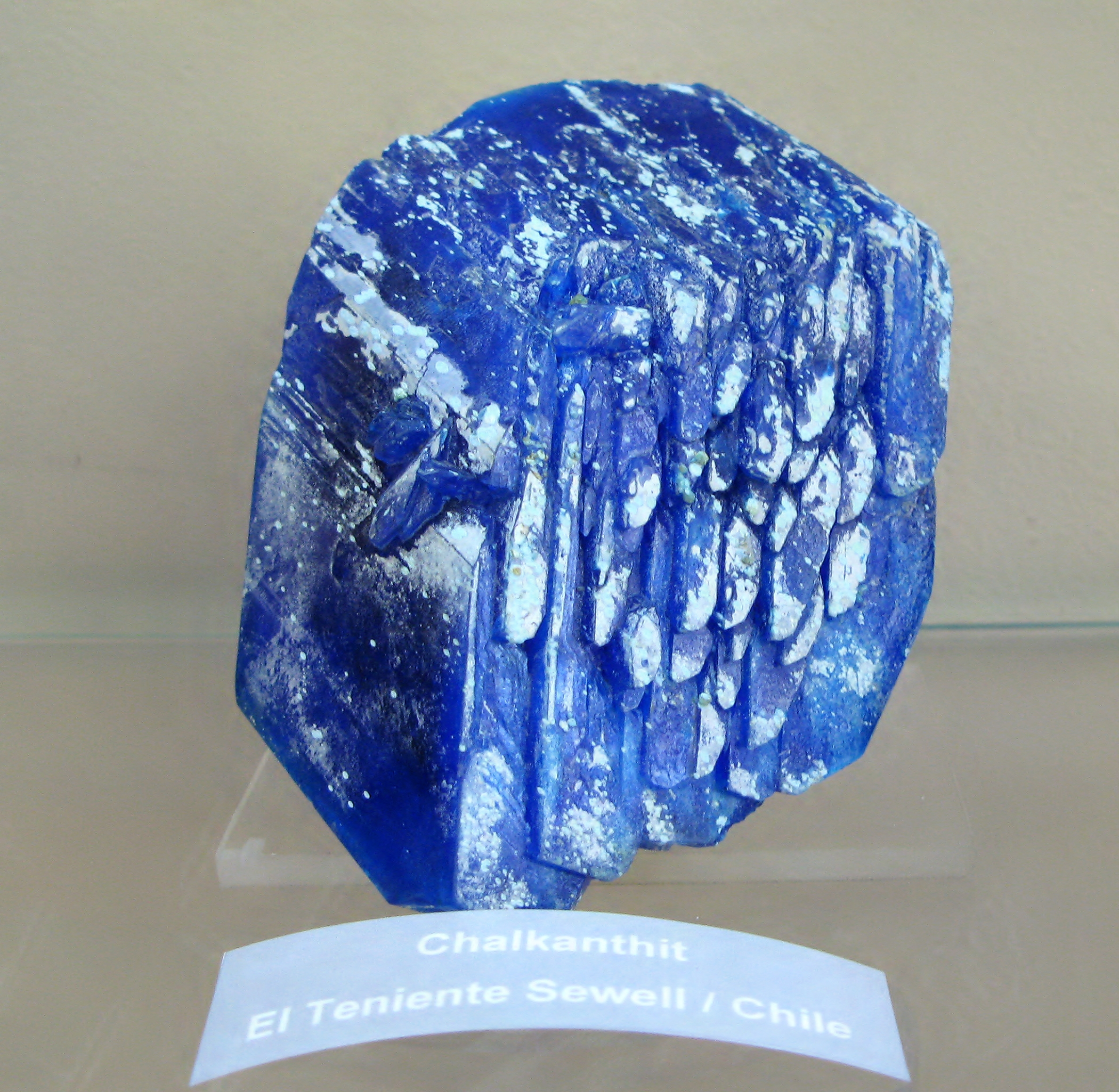
Chalcantite El Teniente Chili – Musée minéralogique de Bonn
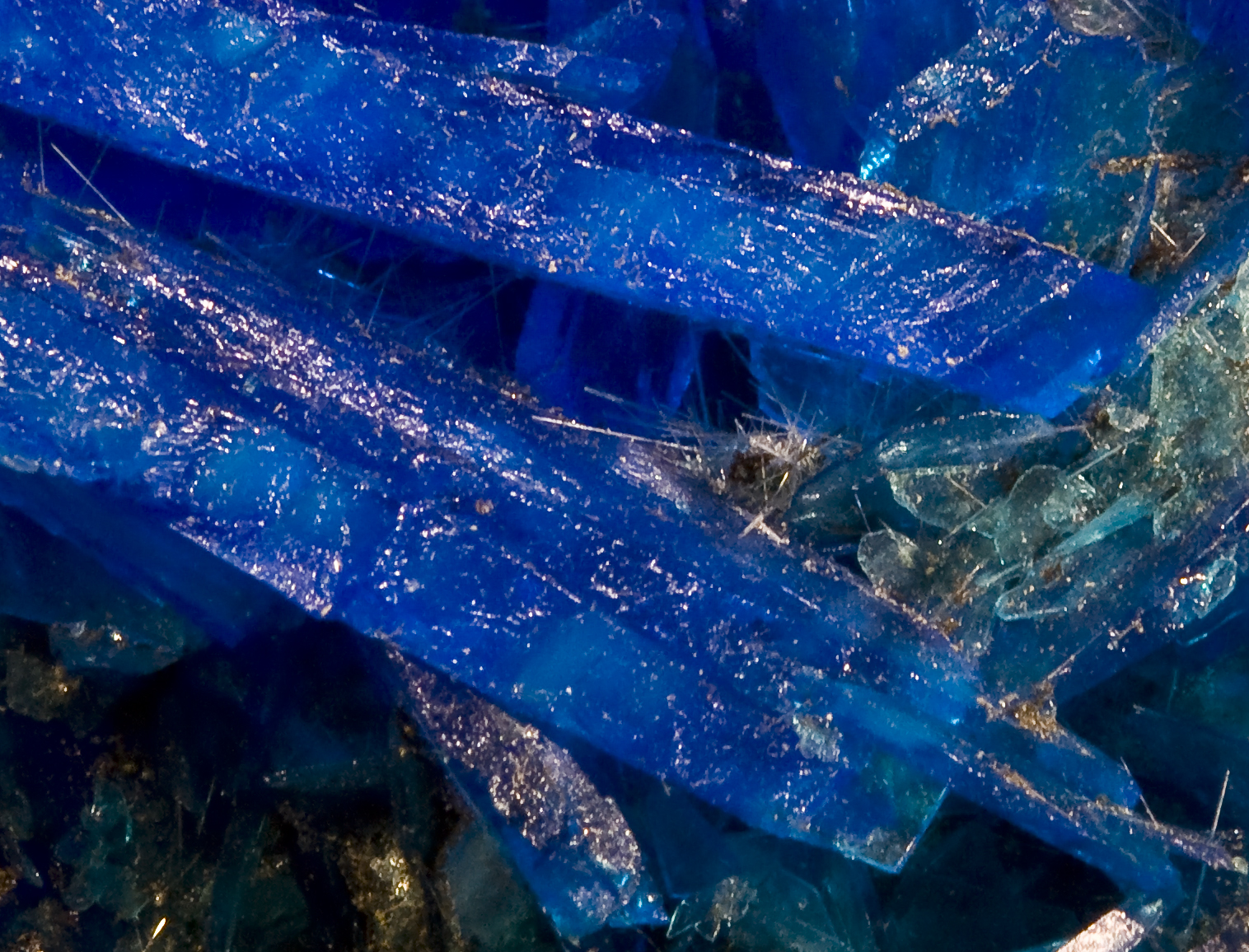
Chalcantite et Gypse – Mine de Canaveilles, Pyrénées Orientales – France